# Netiv Hachaim Al Derech Hachaim
 (avril 2024).
L'ouvrage Netiv Hachaim Al Derech Hachaim est publié pour la première fois en 1870 (5630). Son auteur est le rabbin Avraham David Lavut (1814-1890).
C'est le deuxième ouvrage d'Avraham David Lavut, après Kav Naki, dont la première édition date de 1868 (5628).
Avraham David Lavut est l'arrière-grand-père maternel de Chana Schneerson (1880-1964), la mère du septième et dernier Rebbe de Loubavitch, Menachem Mendel Schneerson (1902-1994).
Le livre Derech HaChaim ("La Voie de la Vie") est un ouvrage écrit par le rabbin Yaacov de Lisa. C'est un livre sur la loi juive Halakha très populaire. On y trouve les lois gouvernant la vie, selon la Torah.
Le rabbin Avraham David y ajoute Netiv HaChaim ("Le Chemin de la Vie"), où il présente les décisions du rabbin Shneur Zalman de Liadi (1745-1812, le premier Rebbe de Loubavitch, dans les cas où elles diffèrent de celles données par l'auteur du Derech HaChaim.
En 1991 (5751), l'œuvre d'Avraham David est ajoutée à son ouvrage Shaar HaKollel par les éditions Kehot.